# DVB-H
DVB-H (ang. Digital Video Broadcasting – Handheld) – standard naziemnej telewizji cyfrowej przeznaczony dla urządzeń mobilnych. Jego specyfikacja jest opisana normą europejską EN 302 304. Następcami tego standardu są DVB-SH i DVB-NGH.

## Cechy transmisji cyfrowej
Telewizja cyfrowa w systemie DVB-H pozwala odbierać treści audio-wideo w urządzeniach mobilnych (telefonach komórkowych, palmtopach i inne urządzeniach multimedialnych.
DVB-H formalnie zostało przyjęte jako standard ETSI (European Telecommunications Standard Institute) w listopadzie 2004 roku i przystosowane do funkcjonującego już standardu naziemnej telewizji cyfrowej DVB-T. Technologię tę odpowiednio zmodyfikowano, by pokonać bariery techniczne związane z zasilaniem i maksymalnym wydłużeniem żywotności baterii urządzeń mobilnych. DVB-H pozwala na odbiór programów telewizyjnych oraz transmisję danych przy wykorzystaniu sieci telefonii komórkowej jako kanału zwrotnego, przez co staje się w pełni interaktywna. Użytkownicy mają możliwość oglądania telewizji na żywo w ruchu, podczas przemieszczania się, w miejscach, gdzie do tej pory nie było to możliwe. Mobilna telewizja cyfrowa niesie za sobą także inne korzyści, jak interaktywność, przesył danych.
W zależności od konfiguracji oraz wymagań operatora system DVB-H może składać się z następujących elementów składowych:
- cyfrowej stacji czołowej wykonanej w standardzie DVB-H
- systemu nadajników radiowych standardu DVB-H
- systemu ESG (Electronic Service Guide) – odpowiednik EPG (Electronic Program Guide), ale nieograniczony do programów telewizyjnych.
- systemu CAS (Conditional Access System) – system dostępu warunkowego (kodowanie programów)
- systemu zarządzania treścią
- terminali przenośnych standardu DVB-H (telefonów komórkowych, przenośnych telewizorów, odtwarzaczy MPEG-4, laptopów)

## Warunki techniczne
System DVB-H może pracować na następujących możliwych częstotliwościach:
- VHF-III (170-230 MHz lub części tego pasma)
- UHF-IV/V (470-862 MHz lub części tego pasma)
- L (1.452-1.492 GHz).

DVB-H może być obsługiwany poprzez tę samą platformę, która obsługuje system DVB-T.
Komisja Europejska wezwała państwa członkowskie do udostępnienia częstotliwości dla przekazu komórkowego, tak szybko jak to możliwe (w zakresie UHF – 470 – 862 MHz). Ze względu na właściwości techniczne, częstotliwości te uważa się za najbardziej odpowiednie dla komórkowych usług multimedialnych. Ponadto Komisja rozpoczęła także proces otwarcia innego zakresu częstotliwości dla usług telewizji komórkowej, tzw. zakresu L (1452 – 1492 MHz), jako rozwiązania awaryjnego.
Technologia DVB-H, dzięki poparciu Komisji Europejskiej, może się stać cennym atutem w wyścigu o rynek cyfrowej telewizji mobilnej.